# Hans Gerritsen (politicus)
Johannes Cornelis (Hans) Gerritsen (Delft, 11 oktober 1957) is een Nederlandse politicus. Hij is lid van de PvdA. Van januari 2012 tot en met 8 juni 2015 was Gerritsen burgemeester van de Twentse gemeente Haaksbergen.
Waar hij in 2015 moest opstappen in nasleep van het monstertruckdrama dat aan drie mensen het leven kostte, waaronder een vijfjarig jongetje. Over een periode van tien jaar kan Gerritsen aanspraak maken op ongeveer 800.000 euro aan wachtgeld.

## Leven en werk
Gerritsen studeerde sociologie aan de Rijksuniversiteit Groningen (specialisatie historische en wijsgerige sociologie, medische sociologie en economie). Gerritsen promoveerde in 1993 met een proefschrift over de onafhankelijkheid van ouderen. Daarna zette hij met een collega een eigen bedrijf (ARGO) op, een adviesbureau in de ouderen- en gezondheidszorg. Hij publiceerde op het gebied van de gezondheidszorg en specifiek over de ouderenzorg. Zo schreef hij in 1994, samen met M.J. Dekker, een onderzoeksrapport over de ervaringen van ouderen in Groningse ziekenhuizen. Beiden schreven ook een studie over de uitvoering van het beleid met betrekking tot de klinische geriatrie.
In de jaren negentig werd Hans Gerritsen actief in de PvdA en in 1999 werd hij lid van Provinciale Staten van Groningen als fractievoorzitter van de PvdA. Tussen 2002 en 2011 was hij gedeputeerde met als portefeuille economische zaken, toerisme, cultuur en energie van de provincie Groningen. Tevens was hij voorzitter van de bestuurscommissie Economische Zaken en Toerisme van het Samenwerkingsverband Noord Nederland. Sinds januari 2012 was Gerritsen burgemeester van de gemeente Haaksbergen. Op 27 mei 2015 bleek de raad van Haaksbergen naar aanleiding van zijn optreden in de zogeheten monstertruckaffaire het vertrouwen in hem verloren te hebben, waarop hij staande de raadsvergadering aftrad. Op 8 juni 2015 kreeg Gerritsen eervol ontslag. Sinds dat moment tot het jaar 2024 wordt de begroting van de gemeente Haaksbergen belast met een wachtgeldregeling t.b.v. de heer Gerritsen. De totale kosten worden door RTV Oost geschat op € 800.000,00
In 2013 werd Gerritsen benoemd tot voorzitter van SONT, de streektaalorganisatie voor het Nedersaksisch, als opvolger van de in 2012 overleden Arend ten Oever.